# Giovanni Battista Doni
Giovanni Battista Doni (Firenze, 30 novembre 1594 – Firenze, 1º dicembre 1647) è stato un teorico della musica italiano. Gli viene tradizionalmente attribuito il merito di aver cambiato il nome alla nota Ut ribattezzandola Do, prima sillaba del suo cognome.

## Biografia
Figlio di Francesco Doni e Giustina Lapi del Tovaglia, Giovanni Battista Doni nacque a Firenze il 30 novembre 1594 e fu battezzato il 13 marzo 1595. Di nobile famiglia, studiò letteratura, filosofia, matematica (a Bologna e a Roma), e giurisprudenza a Bourges in Francia, per tornare ad addottorarsi poi a Pisa, dove si applicò anche allo studio delle lingue orientali. Fra tanta varietà di discipline non perse mai d'occhio la musica. Nel 1621, al seguito del cardinale Ottavio Corsini legato papale, fu a Parigi dove strinse amicizia con le persone più dotte, ma la morte di un fratello lo richiamò, nel 1622, a Firenze, dalla quale città passò a Roma col cardinale Francesco Barberini; e con esso si recò a Parigi, a Madrid, per ritornare ancora a Roma, dove si applicò allo studio della musica e degli strumenti antichi. Costruì una doppia lira ispirata al "tripus" di Pitagora di Zacinto che offrì a papa Urbano VIII (Lyra Barberina), corredandola di un'ampia dissertazione illustrativa. Un altro lutto famigliare lo ricondusse, nel 1640, a Firenze dove il granduca Ferdinando II de' Medici gli offerse una cattedra di eloquenza. Le opere del Doni furono pubblicate a Firenze, nel 1763, da Anton Francesco Gori e Giovanni Battista Passeri.

## Opere
- Compendio del Trattato de' generi e de' modi della musica, Andrea Fei, Roma 1635
- Annotazioni sopra il Compendio del Trattato de' generi e de' modi della musica, Andrea Fei, Roma 1640
- De praestantia musicae veteris, dialogo, Firenze, Amadore Massi, 1647
- Trattato della musica scenica, scritto tra il 1640 e il 1647, pubblicato nel 1763 da Anton Francesco Gori in Lyra barberina. De' trattati di musica, Firenze, Stamperia Imperiale
- De restituenda salubritate agri romani. Opus posthumum...
- Trattato della musica scenica, Roma, NeoClassica 2018, ISBN 978-88-9374-024-1 [prima edizione moderna, annotata]